# John Michael King
John Michael King (New York, 13 maggio 1926 – 17 agosto 2008) è stato un attore teatrale statunitense, noto soprattutto come interprete di musical a Broadway.

## Biografia
Figlio dell'attore Dennis King, John Michael King fece il suo debutto a Broadway nel 1945 nel musical The Red Mill e negli anni successivi continuò ad apparire regolarmente a Broadway nei musical Courtin' Time (1951), Music in the Air (1951), Of Thee I Sing (1952), Buttrio Square (1952), Me and Juliet (1953) e Ankles Aweigh (1955). Nel 1956 ottenne il suo ruolo di maggior rilievo quando interpretò Fredy Eynsford-Hill nella prima di Broadway di My Fair Lady con Rex Harrison e Julie Andrews, vincendo il Theatre World Award per la sua interpretazione.
Dopo aver recitato ancora a Broadway, nell'Off Broadway e in tour statunitensi di alcuni musical durante gli anni sessanta, negli anni settanta ricoprì ruoli di primo piano in produzioni regionali, interpretando il capitano von Trapp nel musical The Sound of Music a Jones Beach nel 1970 e nel 1971 e il protagonista Fredrik Egerman in una tournée estiva del musical di Stephen Sondheim A Little Night Music (1975). Nel 1977 recitò nuovamente a Broadway in The King and I con Yul Brynner, mentre nel 1979 fece la sua ultima apparizione a Broadway nel musical Carmelina accanto a Barbara Cook.
Fu sposato con Louise Collins dal 1951 al 1954 e, dopo il divorzio, si risposò con Beverly Sorg.